# PalaCoscioni
Il PalaCoscioni (dal nome di Giuseppe Coscioni, storica figura del basket della città) è un impianto sportivo della città di Nocera Inferiore.

## Storia
Il progetto iniziale venne varato nel 1982, ma, col solo scheletro in ferro edificato, uno scompenso finanziario e dei lavori, bloccò il tutto e per anni il cantiere venne abbandonato. 
Nel 2008 ripresero, seppur lentamente, i lavori di costruzione della struttura dell'impianto. Lo stesso venne inaugurato nel dicembre 2014. Inizialmente, la struttura aveva una capienza di 1200 posti. Da maggio 2019, dopo i lavori di ristrutturazione legati ai giochi della XXX Universiade, la sua capienza è aumentata di 300 posti e sono migliorate le strutture di ospitalità per permettere la disputa di alcune gare di pallavolo relative alla manifestazione.
È situato in Viale San Francesco, adiacente allo Stadio San Francesco.

## Principali eventi ospitati
- 2019 - Gare di pallavolo maschile e femminile della XXX Universiade
- 2017 - Campionato nazionale di Calcio Balilla[2]
- 2017 - Campionato nazionale di tennistavolo CSI[3]
- 2016 - Concerto di Renzo Arbore[4]
- 2015 - Concerto di Massimo Ranieri[5]